# Februari 2013
Dit artikel geeft een chronologisch overzicht van de belangrijkste gebeurtenissen per dag van de maand februari in het jaar 2013.

## Gebeurtenissen

### 1 februari
- Een bomaanslag voor twee soennitische en sjiitische moskeeën in de Noord-Afghaanse stad Hangu kost het leven aan minstens 19 mensen.
- Twee mensen komen om bij een zelfmoordaanslag op de Amerikaanse ambassade in de Turkse hoofdstad Ankara.
- Minstens elf personen komen om bij de ontploffing van een vrachtwagen met vuurwerk op een brug in de Chinese stad Sanmenxia in de provincie Henan. Een deel van de brug stort in, waardoor verschillende auto's een val maken van 30 meter.
- In Nederland laat Minister van Financiën Dijsselbloem in een persconferentie weten dat de bankonderneming SNS REAAL is genationaliseerd. Met deze actie is € 3,7 miljard gemoeid.
- Steven Chu treedt terug als Amerikaans minister van Energie.
- Bij betogingen tegen de Egyptische president Mohamed Morsi in de wijk Heliopolis in Caïro vallen een dode en tientallen gewonden.
- Een rapport van Amnesty International vermeldt dat zowel de islamistische rebellen als het Malinese leger de mensenrechten schenden.

### 2 februari
- De Belgische veldrijder Sven Nys wordt in het Amerikaanse Louisville voor de tweede maal wereldkampioen. Bij de vrouwen wordt de Nederlandse Marianne Vos voor de zesde maal wereldkampioene.
- Minstens zes mensen komen om als de cycloon Felleng over het eiland Madagaskar trekt. In de hoofdstad Antananarivo lopen honderden huizen onder water.
- De aanslag op de Amerikaanse ambassade in de Turkse hoofdstad Ankara van een dag eerder wordt opgeëist door het Revolutionair Volksbevrijdingsleger, een radicale linkse groepering.
- De Assemblée nationale, het Franse parlement, keurt het wetsontwerp goed dat het homohuwelijk mogelijk maakt.
- Bij een aanval van de Pakistaanse taliban op een controlepost van het leger in het noordwesten van Pakistan vallen minstens 35 doden.

### 3 februari
- Acht mensen komen om en 27 mensen raken gewond bij een busongeval nabij Yucaipa in de Amerikaanse staat Californië.
- Bij een aanslag op een hoofdkwartier van de politie in de Noord-Iraakse stad Kirkoek komen dertig mensen om het leven en raken meer dan tachtig mensen gewond.
- Het Franse leger voert zware luchtaanvallen in de buurt van de Noord-Malinese stad Kidal. De aanvallen zijn gericht op logistieke magazijnen en trainingscentra van de islamisten.
- Ali Akbar Salehi, de Iraanse minister van Buitenlandse Zaken, zegt dat Iran bereid is met de Verenigde Staten te onderhandelen over zijn nucleair programma "als de andere partij met authentieke bedoelingen komt".
- In Cuba zijn er verkiezingen voor een nieuwe Nationale Assemblee en regionale parlementen.

### 4 februari
- Start van de Wereldkampioenschappen alpineskiën 2013 in Schladming, Oostenrijk (t/m 17 februari)
- Op het Filipijnse eiland Jolo vallen 22 doden bij gevechten tussen twee islamistische groeperingen, Abu Sayyaf en het Moro Islamic Liberation Front.
- Op het Rwanda-tribunaal worden de ex-ministers Justin Mugenzi en Prosper Mugiraneza, die in 2011 tot 30 jaar waren veroordeeld voor genocide, in beroep vrij gesproken.
- De gijzeling van een vijfjarige jongen in de Amerikaanse staat Alabama, die al een week aan de gang was, wordt door de politie beëindigd. De jongen wordt bevrijd en de gijzelnemer, een 65-jarige Vietnamveteraan, wordt neergeschoten.
- In de buurt van de stad Al Ain in de Verenigde Arabische Emiraten komen 22 Aziatische arbeiders om het leven bij een botsing tussen hun bus en een vrachtwagen.
- In de Afghaanse provincies Uruzgan en Kandahar komen drie mensen om het leven door bermbommen.
- Bij een zelfmoordaanslag in de Iraakse stad Taji komen 22 mensen om en raken 44 mensen gewond. De aanslag is gericht tegen de Sahwa, een soennitische militie die Al Qaida bestrijdt.
- Het Franse leger voert in Noord-Mali opnieuw luchtaanvallen uit op islamistische nederzettingen. Men wil de toevoerlijnen onderbreken met de rebellen die zich schuilhouden in het Ifoghasgebergte.
- Op een persconferentie meldt de Universiteit van Leicester dat het skelet dat enkele maanden geleden gevonden is bij een archeologische opgraving onder een parkeerterrein in Leicester, volgens DNA-tests toebehoort aan koning Richard III van Engeland.

### 5 februari
- President Mahmoud Ahmadinejad van Iran bezoekt zijn collega Mohamed Morsi van Egypte. Het is het eerste officiële bezoek van een Iraans staatshoofd aan Egypte sinds 1980.
- In Kopenhagen wordt een aanslag gepleegd op schrijver en islamcriticus Lars Hedegaard. Hij blijft ongedeerd.
- Een windhoos zorgt voor heel wat materiële schade in de Belgische gemeentes Meulebeke en Oosterzele.
- Het Britse Lagerhuis stemt een wetsontwerp goed dat het homohuwelijk mogelijk maakt.
- De Amerikaanse minister van Justitie Eric Holder maakt bekend dat de Amerikaanse autoriteiten een rechtszaak aanspannen tegen de kredietbeoordelaar Standard & Poor's omdat deze in de periode vóór de financiële crisis van 2008 bepaalde vastgoedactiva bewust zou onderschat hebben.
- De Bulgaarse regering meldt dat twee personen met banden met Hezbollah achter de terroristische aanslag van 2012 in de stad Boergas zitten. Israël en de Verenigde Staten roepen Europa op tot actie tegen de terreurorganisatie.
- Zes weken na de dodelijke groepsverkrachting van een 23-jarige studente in de Indiase hoofdstad New Delhi start de rechtszaak tegen vijf van de vermoedelijke verkrachters. Het proces vindt plaats achter gesloten deuren.
- Het Japanse ministerie van Defensie protesteert bij China nadat een Chinees marinevaartuig nabij de Senkaku-eilanden op 31 januari een wapengeleidende radar had gericht op een Japans oorlogsschip.

### 6 februari
- Onder leiding van Catherine Ashton voeren Tomislav Nikolić en Atifete Jahjaga, de presidenten van respectievelijk Servië en Kosovo, in Brussel voor het eerst sinds de onafhankelijkheid van Kosovo in 2008 een officieel gesprek met elkaar.
- De Pakistaanse overheid deelt mee dat sinds zondag door overstromingen veroorzaakt door hevige regenval al minstens dertig mensen zijn omgekomen. Vooral de grensgebieden met Afghanistan, zoals de provincies Khyber-Pakhtunkhwa en Punjab, zijn zwaar getroffen.
- De Salomonseilanden worden getroffen door een aardbeving met een kracht van 8 op de schaal van Richter. Daarbij worden verschillende dorpen op de Santa Cruzeilanden verwoest. De daaropvolgende tsunami beschadigt 50 huizen en overspoelt de luchthaven van Lata. Er komen minstens zes mensen om het leven.
- Frankrijk vraagt aan de Veiligheidsraad van de Verenigde Naties om een internationale vredesmacht in Mali te overwegen.
- De Tunesische oppositieleider Chokri Belaïd wordt voor zijn huis in Tunis doodgeschoten. Duizenden mensen betogen om hun woede over de moord uit te drukken. In Mezzouna en Gafsa worden de kantoren van Ennahda, de leidende regeringspartij, aangevallen. Voor het ministerie van Binnenlandse Zaken in Tunis komt het tot rellen tussen de politie en manifestanten. Hamadi Jebali, de Tunesische premier, verklaart dat hij de regering wil ontbinden en een regering van nationale eenheid wil vormen.
- De Amerikaanse president Barack Obama benoemt Sally Jewell tot minister van Binnenlandse Zaken.
- Bij een zelfmoordaanslag met twee bomauto's in de historische Syrische stad Palmyra vallen 20 gewonden en komen twaalf leden van de Syrische inlichtingendiensten om het leven.

### 7 februari
- De Vrijheid leidt het volk, het beroemde schilderij van de romantische schilder Eugène Delacroix, wordt door een bezoekster van het nieuwe Louvre-Lensmuseum met een markeerstift beklad.
- De Iraanse ayatollah Ali Khamenei reageert afwijzend op onderhandelingen met de Amerikaanse vicepresident Joe Biden.
- De Salomonseilanden worden opnieuw opgeschrikt door een zeebeving met een kracht van 6,6 op de schaal van Richter.
- Ennahda, de regeringspartij van de Tunesische premier Hamadi Jebali, weigert af te treden nadat deze had verklaard de regering te willen ontbinden ten voordele van een regering van technocraten. De betogingen tegen de moord op Chokri Belaïd blijven aanhouden. De grootste vakbond van het land kondigt een algemene staking af.
- Bij de ontploffing van een wapenmagazijn in het noordwesten van Jemen komen tien mensen, onder wie twee kinderen, om het leven.
- Bij een botsing tussen een bus en een vrachtwagen in het Afrikaanse land Zambia raken minstens 22 mensen gewonden en komen minstens 53 mensen om het leven.
- Na de moord op oppositieleider Chokri Belaïd kondigt de Tunesische premier Hamadi Jebali het aftreden van zijn regering aan. Tot aan de verkiezingen van juni zal een regering van technocraten het land leiden.

### 8 februari
- In de buurt van de stad Kano in het noorden van Nigeria schieten terroristen twaalf mensen dood in de buurt van twee verschillende ziekenhuizen. Vermoed wordt dat de organisatie Boko Haram achter de aanslagen zit.
- In de Malinese stad Gao blaast een man zichzelf op in de buurt van een groep soldaten. Het is de eerste zelfmoordaanslag ooit in het land.
- In Tunesië wordt de vermoorde politicus Chokri Belaïd begraven. Het hele land ligt zo goed als lam door een algemene staking. Tijdens de nacht is het op meerdere plaatsen in het land tot rellen en plunderingen gekomen.
- Ten minste twaalf mensen komen om wanneer een veerboot kapseist na een botsing met een vrachtschip op de rivier de Meghna in Bangladesh.
- Minstens 29 mensen komen om en meer dan 60 raken gewond bij verschillende aanslagen met bomauto's gericht tegen sjiieten in de Irakese hoofdstad Bagdad en de stad Hilla.
- Het Indiase ministerie van Volksgezondheid maakt bekend dat de afgelopen vijf weken al 94 mensen overleden zijn aan varkensgriep.
- De Nederlandse provincie Groningen wordt 's nachts opgeschrikt door twee aardbevingen met een kracht van respectievelijk 2,7 en 3,2 op de schaal van Richter, die veroorzaakt zijn door de gaswinning in de streek.
- Meer dan honderd mensen komen om het leven bij stammengeweld in de staat Jonglei in Zuid-Soedan. Vanuit een hinderlaag vallen leden van de Murlestam samen met rebellen een konvooi van de Lou Nuerstam, een rivaliserende stam, aan.

### 9 februari
- Op de Luchthaven van Charleroi stort een klein vliegtuigje neer. Vijf mensen uit hetzelfde gezin, onder wie drie kinderen, komen daarbij om.
- De Venezolaanse regering devalueert de Venezolaanse bolivar met meer dan 30 procent.
- In Irak vallen minstens vijf doden en veertig gewonden bij een aanval met raketten en mortiergranaten op een kamp van Iraanse opposanten.
- Vijftien voetbalsupporters komen om het leven wanneer hun autobus in een ravijn stort nabij de Chileense stad Tome in de provincie Biobío.
- De sneeuwstorm Nemo in het noordoosten van de Verenigde Staten kost het leven aan minstens vijf mensen. Vele vluchten worden geannuleerd en zo'n 700.000 gezinnen en ondernemingen komen zonder stroom te zitten.
- De Salomonseilanden worden opnieuw getroffen door een zware naschok met een kracht van 6,5 op de schaal van Richter.

### 10 februari
- Op de 55e Grammy Awards ontvangt de Belgisch-Australische zanger Gotye drie prijzen: "Beste opname van het jaar" en "Beste popduo" voor Somebody That I Used to Know en "Best Alternative Music Album" voor Making Mirrors. Andere grote winnaars zijn Mumford & Sons, fun. en The Black Keys.
- Tijdens het hindoefestival Kumbh Mela vallen minstens 20 doden wanneer massapaniek uitbreekt aan een voetgangersbrug in het station van Allahabad.
- Na een zelfmoordaanslag komt het in de Noord-Malinese stad Gao tot gevechten tussen het leger en islamistische rebellen van de Beweging voor Eenheid en Jihad in West-Afrika. Tegen de avond krijgt het Malinese leger het centrum van de stad weer onder controle.
- Nigeria wint de African Cup of Nations. Het verslaat Burkina Faso in de finale met 1-0.
- De partij "Congres voor de Republiek", een van de coalitiepartijen, trekt zich terug uit de Tunesische regering.
- Vijf soldaten komen om bij een bomaanslag in de Thaise provincie Yala.
- In Potiskum, in het noordoosten van Nigeria, worden drie Chinese dokters omgebracht door gewapende mannen.

### 11 februari
- Paus Benedictus XVI kondigt aan dat hij op 28 februari zal aftreden om gezondheidsredenen. Hij is de eerste paus die aftreedt sinds Gregorius XII in 1415.
- In de Europese vleessector wordt een grootschalige fraude ontdekt waarbij paardenvlees als rundvlees werd verhandeld.
- Bij een ontploffing in een kolenmijn nabij de stad Vorkoeta in de Russische deelrepubliek Komi komen achttien mensen om het leven.
- In Liberia komen elf leden van een militaire delegatie uit het Afrikaanse land Guinee, waaronder legerleider generaal Kelefa Diallo, om het leven bij een vliegtuigcrash.
- Minstens negen mensen worden gedood en 33 mensen raken gewond bij de ontploffing van een wagen in de Turkse stad Reyhanlı aan de grens met Syrië.
- De parlementsverkiezingen van 10 februari in Monaco worden gewonnen door de oppositiepartij Horizon Monaco, die 20 van de 24 zetels haalt.
- Bij een schietpartij in een rechtbank in Wilmington in de Amerikaanse staat Delaware vallen drie doden, onder wie de schutter.
- Minstens negen personen, waaronder vijf soldaten, komen om bij een bomaanslag in de Noord-Iraakse stad Mosoel.

### 12 februari
- Het Nederlandse kabinet-Rutte II maakt afspraken met de partijen D66, ChristenUnie en SGP om een meerderheid in de Eerste Kamer te krijgen voor zijn plannen betreffende de woningmarkt.
- Noord-Korea onderneemt voor de derde keer een kernproef. De proef vond 1 kilometer onder het aardoppervlak plaats, en had naar schatting een kracht van 10 kiloton TNT. In Zuid-Korea en Japan worden aardbevingen geregistreerd. De kernproef wordt internationaal veroordeeld.
- Er wordt bekendgemaakt dat Glacio het bedrijf IJsboerke overneemt. 128 banen zullen geschrapt worden en de thuisverkoop wordt gestopt. Hierdoor verdwijnen de bekende IJsboerkebestelwagens uit het straatbeeld.
- De Franse Assemblée nationale keurt het wetsvoorstel over het homohuwelijk goed met 329 stemmen tegen 229.
- De Nederlandse rolstoeltennisster Esther Vergeer maakt via Twitter bekend dat zij onmiddellijk stopt met proftennis.

### 13 februari
- In de Oekraïense stad Donetsk stort een passagiersvliegtuig neer. Minstens vier personen komen daarbij om het leven.
- Het Vaticaan kondigt aan dat het conclaaf belast met het aanduiden van een opvolger voor Paus Benedictus XVI zal beginnen in de week na 15 maart.
- Het Australische parlement keurt een wet goed die de Aborigines erkent als oorspronkelijke bewoners van het continent.
- Bij een luchtaanval van de NAVO op het Afghaanse dorp Chogan in de provincie Kunar komen tien Afghanen, onder wie vijf kinderen, om het leven. President Hamid Karzai veroordeelt het incident en gelast een onderzoek.
- Minstens zeventien separatistische islamitische rebellen worden gedood bij de aanval op een militaire basis in de Zuid-Thaise provincie Narathiwat.

### 14 februari
- De Zuid-Afrikaanse para-atleet Oscar Pistorius wordt vervolgd voor moord omdat hij zijn vriendin en fotomodel Reeva Steenkamp heeft doodgeschoten.
- In de stad Chasavjoert in de Russische republiek Dagestan doodt een zelfmoordterrorist vier politieagenten bij een controlepost. Minstens zes andere raken gewond. In de daaropvolgende antiterrorismeactie worden zes opstandelingen gedood.
- In Bahrein zijn er in verschillende sjiitische dorpen manifestaties tegen de regering, ter herdenking van de protesten die exact twee jaar geleden plaatsvonden. Tijdens een van de betogingen wordt in het dorp Daih een zestienjarige jongen door de politie doodgeschoten.
- Het Syrische Observatorium van de Mensenrechten meldt dat er de afgelopen drie dagen minstens honderd Syrische militairen en dertig rebellen zijn gedood bij gevechten in de stad al-Shaddadeh (gouvernement Al-Hasakah).
- In het noordwesten van Pakistan komen in totaal minstens veertien mensen om bij een reeks aanslagen.
- Gianluca Baldassarri, een voormalige topman van Monte dei Paschi di Siena, de oudste bank ter wereld, wordt gearresteerd nadat de bank in opspraak is gekomen door transacties met risicovolle beleggingen.
- De Eurozone blijft in een recessie nadat wordt bekendgemaakt dat de economie van de zone ook in het vierde kwartaal is gekrompen. Over heel 2012 kromp de Eurozone-economie met een half procent.
- De Amerikaanse belegger Warren Buffett en het investeringsfonds 3G Capital nemen voor een recordbedrag van 28 miljard dollar de H.J. Heinz Company over, bekend van zijn tomatenketchup.

### 15 februari
- In het Oeralgebied in de buurt van de plaats Tsjeljabinsk komt een meteoroïde de dampkring binnen. Meer dan duizend mensen raken gewond door puin en rondvliegend glas veroorzaakt door de schokgolven van de explosie van de meteoroïde.
- De planetoïde (367943) Duende nadert de aarde tot een afstand van 27.600 kilometer. Nooit eerder werd een planetoïde van een dergelijke grootte waargenomen terwijl hij dichter langs de aarde scheerde dan een geostationaire baan.
- Het Egyptische leger verontschuldigt zich voor het per ongeluk doodschieten van een twaalfjarige straatverkoper op 3 februari.
- In Bahrein komt een politieagent om door een brandbom bij nachtelijke schermutselingen, die uitlopers zijn van de sjiitische protesten van de dag ervoor.
- Het Internationaal Strafhof vraagt Tsjaad en Libië om de Soedanese president Omar al-Bashir, die de twee landen zal bezoeken, te arresteren en uit te leveren.
- In de westelijke en noordelijke provincies van Irak protesteren tienduizenden soennieten tegen de regering.

### 16 februari
- De Russische overheid stuurt 20.000 hulpverleners naar de regio die de dag ervoor werd getroffen door een meteoroïde om de meer dan 1000 gewonden te helpen en puin te ruimen.
- In de Italiaanse provincie Frosinone doet zich een aardbeving met een kracht van 4,8 op de schaal van Richter voor. De beving veroorzaakt lichte schade.
- Bij verschillende aanslagen in het noorden van Irak komen zeven mensen om het leven.
- Meer dan 10.000 Koerden betogen in Straatsburg voor de vrijlating van PKK-leider Abdullah Öcalan.
- In Spanje en Portugal komen duizenden mensen op straat om te betogen tegen de besparingsmaatregelen van hun regeringen. De Spanjaarden vragen ook een nieuwe wet die een einde maakt aan de huisuitzettingen van mensen die getroffen zijn door de economische crisis.
- Minstens 81 mensen komen om en 200 anderen raken gewond bij een bomaanslag op een markt gericht tegen de sjiitische gemeenschap in de Pakistaanse stad Quetta.
- Vier jaar na de aardbeving in de Italiaanse stad L'Aquila worden vier technici door een rechtbank veroordeeld tot meerdere jaren celstraf voor dood door nalatigheid. De technici zijn schuldig aan de dood van acht studenten die omgekomen zijn bij de instorting van hun studentenhuis, die mede zou zijn veroorzaakt door fouten tijdens door hen uitgevoerde renovatiewerken in 2000.
- De Gouden Beer op het Internationaal filmfestival van Berlijn gaat naar de Roemeense film Poziția copilului (Child's Pose) van regisseur Călin Peter Netzer.

### 17 februari
- De Nederlandse schaatser Sven Kramer wordt voor de zesde maal wereldkampioen schaatsen allround. Hij verbetert hiermee het record van Oscar Mathisen en Clas Thunberg. Landgenote Ireen Wüst haalt haar vierde wereldtitel.
- De soennitische groepering Lashkar-e-Jhangvi eist de aanslag van een dag eerder op een markt in de Pakistaanse stad Quetta op.
- Verschillende autobommen in de Iraakse hoofdstad Bagdad kosten het leven aan minstens 28 mensen.
- Bij een bomaanslag in de Zuid-Thaise stad Pattani komen minstens twee mensen om het leven en raken tien mensen gewond.
- In Bulgarije gaan vele mensen de straat op om te protesteren tegen de hoge energieprijzen en corruptie.
- Franse en Malinese troepen nemen de stad Bourem in.
- In het noorden van Nigeria worden zeven buitenlanders ontvoerd op een bouwterrein. Eén bewaker wordt gedood. De islamistische groepering Ansaru eist de verantwoordelijkheid op.
- Bij een gasontploffing in een appartementsgebouw in de Tsjechische stad Frenštát pod Radhoštěm komen vijf mensen, onder wie drie kinderen, om het leven.
- De rechtse politicus Nicos Anastasiades wint met 45 % de eerste ronde van de presidentsverkiezingen in Cyprus. In de tweede ronde zal hij het opnemen tegen Stavros Malas, die 27 % van de stemmen behaalde.
- Voor het eerst sinds het overlijden van Sun Myung Moon, de stichter van de Verenigingskerk (ook wel bekend als de "Moonsekte"), wordt een massahuwelijk georganiseerd. Het vindt plaats in het hoofdkwartier van de kerk, in het Zuid-Koreaanse Gapyeong, onder leiding van de weduwe van de stichter.

### 18 februari
- Acht gewapende mannen plegen een overval op Brussels Airport op een waardetransport van Brink's. De overvallers maken voor 50 miljoen dollar aan ruwe diamanten buit, afkomstig uit Antwerpen.
- De Amerikaanse Serena Williams wordt opnieuw de nummer 1 op de WTA-ranglijst. Williams vervangt de Wit-Russische Viktoryja Azarenka aan de top en wordt met haar 31 jaar en 4 maanden de oudste nummer 1 ooit.
- Achttien mensen komen om in de Zuid-Indische deelstaat Andhra Pradesh ten gevolge van een hevige storm, die ook meer dan 200.000 hectare voedingsgewassen vernielt.
- In Armenië worden presidentsverkiezingen gehouden. President Serzj Sarkisian is favoriet om zichzelf op te volgen.
- Op het Indonesische eiland Sulawesi komen veertien mensen om het leven bij door noodweer veroorzaakte aardverschuivingen en overstromingen. Duizenden mensen ontvluchten hun woningen.
- Simeon Djankov, de Bulgaarse minister van Financiën, treedt af na massale protesten tegen het financieel beleid van de regering.
- In Tunesië mislukt de poging om een kabinet van partijloze technocraten te vormen omwille van het ontbreken van een politieke consensus.
- De Zwitserse voedingsmiddelenproducent Nestlé roept ravioli- en tortelliniproducten met rundvlees terug uit Spaanse en Italiaanse winkels nadat er DNA-materiaal van paarden in is gevonden.

### 19 februari
- De Bulgaarse regering onder leiding van Bojko Borisov biedt zijn ontslag aan na hevige protesten door heel Bulgarije tegen de hoge energieprijzen.

### 22 februari
- Bij bouwwerkzaamheden op de plek van het vroegere stadskantoor in Rotterdam wordt een schat gevonden, bestaande uit 477 zilveren munten. De munten zaten verstopt in een schoen. De oudste munt dateert uit 1472, de jongste uit 1592.

### 24 februari
- In Cyprus wordt Nicos Anastasiades de nieuwe president nadat hij ook de tweede ronde van de verkiezingen wint.
- In Los Angeles vindt de 85ste Oscaruitreiking plaats, de film Argo wint de Academy Award voor Beste Film. De Academy Award voor Beste Actrice gaat naar Jennifer Lawrence, terwijl Daniel Day-Lewis de Academy Award voor Beste Acteur wint.

### 25 februari
- De Italiaanse verkiezingsuitslag leidt tot de nederlaag van zittend premier Mario Monti. Geen van de andere partijen krijgt een meerderheid in zowel de kamer en de senaat. In het kamer wint het centrumlinkse blok van Pier Luigi Bersani, in de senaat is de partij van Silvio Berlusconi de grootste en de Vijfsterrenbeweging van Beppe Grillo wordt de op twee na grootste partij van Italië.
- De 18e president van Zuid-Korea wordt geïnaugureerd.

### 28 februari
- Paus Benedictus XVI treedt om 20.00 uur uit het ambt terug. Zijn officiële titel is nu 'paus-emeritus'. Het is voor het eerst in bijna zes eeuwen dat een paus zelf zijn ambt opgeeft.
- De regering van Slovenië onder leiding van Janez Janša wordt door het Sloveense parlement weggestemd. Alenka Bratušek wordt aangesteld als interim-premier en wordt daarmee de eerste vrouwelijke premier van Slovenië sinds de onafhankelijkheid.

## Overleden
<< · januari · februari · maart · april · mei · juni · juli · augustus · september · oktober · november · december · >>